# TransAsia Airways-vlucht 235
TransAsia Airways-vlucht 235 was een vaste lijndienst van TransAsia Airways in de burgerluchtvaart vanaf Taipei Songshan Airport (Taipei) naar Kinmen Airport (Kinmen). Het was een vliegtuig van het type ATR 72–600.
Op 4 februari 2015 crashte de vlucht, kort na het opstijgen van Taipei Songshan Airport. Om 10.45 uur lokale tijd belandde het vliegtuig na het raken van een taxi en een brugleuning met een van de vleugels in de Keelung-rivier. van de 58 inzittenden kwamen er 43 om het leven. 15 inzittenden overleefden de crash. Twee inzittenden van de taxi raakten gewond.
De oorzaak van de crash moet volgens de lokale autoriteiten, worden gezocht in een fout van de piloot. TransAsia Airways gaf als gevolg hiervan 48 piloten direct een herkeuring, wat resulteerde in het uitvallen van meer dan 100 vluchten. Tien piloten kwamen niet door de keuring en nog eens 19 moesten een tweede keuring ondergaan.
In 2014 kwamen bij een ongeluk met TransAsia Airways-vlucht 222 op het eiland Penghu, eveneens een ATR 72, 48 mensen om.

## Trivia
- De crash werd door een aantal zogenaamde dashcams gefilmd.

TransAsia Airways-vlucht 235 (4 februari) · Delta Air Lines-vlucht 1086 (5 maart) · Helikopterbotsing bij Villa Castelli (9 maart) · Germanwings-vlucht 9525 (24 maart) · Air Canada-vlucht 624 (29 maart) · Asiana Airlines-vlucht 162 (14 april) · Turkish Airlines-vlucht 1878 (25 april) · Vliegtuigcrash in Sevilla (9 mei) · Kogalymavia-vlucht 9268 (31 oktober)